# Tantilla petersi
Tantilla petersi este o specie de șerpi din genul Tantilla, familia Colubridae, descrisă de Wilson 1979. Conform Catalogue of Life specia Tantilla petersi nu are subspecii cunoscute.